# Ochetellus sororis
Ochetellus sororis är en myrart som först beskrevs av Mann 1921.  Ochetellus sororis ingår i släktet Ochetellus och familjen myror. Inga underarter finns listade i Catalogue of Life.